# 卡特琳·普莱温斯基
卡特琳·普莱温斯基（法語：Catherine Plewinski，1968年7月12日—），法国女子游泳运动员。她曾代表法国参加1988年和1992年夏季奥林匹克运动会游泳比赛，共获得二枚铜牌。